# Linda nigroscutata
Linda nigroscutata is een keversoort uit de familie van de boktorren (Cerambycidae). De wetenschappelijke naam van de soort werd voor het eerst geldig gepubliceerd in 1902 door Léon Fairmaire.
De soort komt voor in China en India. Fairmaire beschreef een specimen afkomstig uit Yunnan.
Thomas Bainbrigge Fletcher vermeldde de soort in 1919 als een plaaginsect in Shillong (Assam, India). Het insect legt eieren onder een stukje bast dat het heeft losgemaakt van een takje van een appelboom. De larven vreten zich omhoog in de tak die afsterft en verwelkt.